# 武藤真子
武藤 真子（むとう まこ、1月21日 - ）は、日本の声優、女優。アトミックモンキー所属。大阪府出身。

## 来歴
アトミックモンキー声優・演技研究所第4期卒業。

## 人物
方言は大阪弁。
趣味・特技は水族館巡り、テニス、珈琲インストラクター、チャイルドマインダー、動画制作。

## 出演
太字メインキャラクター。

### テレビアニメ
2012年
- 遊☆戯☆王ZEXAL（2012年 - 2013年、観客、子供）- 2シリーズ

2016年
- カミワザ・ワンダ（2016年 - 2017年、ハンシャミン、ダンスミン、スメルミン、ボートミン、キャッチミン、ヤジロミン）
- バトルスピリッツ ダブルドライブ（子供B）
- ベイブレードバースト（2016年 - 2017年、参内キョウ、ポール・オーランド）- 2シリーズ
- 遊☆戯☆王ARC-V（エマ）

2017年
- 遊☆戯☆王VRAINS（オペレーター、お手伝いロボット、先生、幼い頃の草薙 他）
- Re:CREATORS（中学生）

2018年
- ポチっと発明 ピカちんキット（2018年 - 2019年、あたる弟、女性、男子、少年A、ファンC 他）

### 劇場アニメ
- 遊☆戯☆王 THE DARK SIDE OF DIMENSIONS（2016年）

### Webアニメ
- 観光大戦SAITAMA〜サクヤの戦い〜（2011年、カチョー、ナレーション、オタクD）
- 雛蜂-BEE-（2015年、男の子、一般人、女子生徒）

### ゲーム
2012年
- 喋る!海賊ファンタジア（荒くれ拳士バネッサ 他）

2014年
- 戦場のウエディング（射手童子アルトン 他）

2015年
- 魔界戦記ディスガイア5（エリンギャー 他）

2016年
- 遊☆戯☆王デュエルモンスターズ 最強カードバトル!（主人公）

2018年
- メイド イン ワリオシリーズ（2018年 - 2023年、ルールー、レッド、ベン、コトブキさん、ケン） - 3作品

### 吹き替え
- アントボーイ（ペレ / アントボーイ）
- ホステージ〜人質奪還作戦〜（ジェニファー）
- レーサー/光と影（バレリー）

### 特撮
- ナンバーワン戦隊ゴジュウジャー（2025年、チョウ・シンセーの声[3][4]、アナウンサーの声[5]）

### 玩具音声
- 幸せをはこぶケロケロッとカエル

### PV
- 交通安全PVズッコケロボの自転車の交通安全（ロボット）

### 映画
- 神☆ヴォイス （エキストラ）

### 朗読
- ラヴ・レターズ （メリッサ）
- 幸♀シロツメクサ〜The three leaves〜 企画、プロデュース、出演

### シリーズ一覧
1. ↑  第1期（2012年）、第2期『II』（2012年 - 2013年）
2. ↑  第1期（2016年 - 2017年）、第2期『神』（2017年）
3. ↑  『メイド イン ワリオ ゴージャス』（2018年）、『おすそわける メイド イン ワリオ』（2021年）、『超おどる メイド イン ワリオ』（2023年）